# Phoberus arcuatus
Phoberus arcuatus is een keversoort uit de familie beenderknagers (Trogidae). De wetenschappelijke naam van de soort is voor het eerst geldig gepubliceerd werd 1953 door Haaf.